# 卡巴拉 (馬爾丁省)
卡巴拉是土耳其的城鎮，位於該國東南部，距離首府馬爾丁7公里，由馬爾丁省負責管轄，毗鄰與敘利亞接壤的邊境，海拔高度825米，2011年人口8,767。